# Melotron
Melotron est un groupe allemand de synthpop, originaire de Neubrandenbourg.

## Histoire
Les membres fondateurs sont Andy Krüger (chant, composition), Edgar Slatnow (chant, synthétiseur, paroles) et Kay Hildebrandt (synthétiseur, production). Le nom initial du groupe est The Vermin, mais il ne correspondait plus aux textes purement allemands, et a été changé en Melotron en 1995 avec le premier album.
Leur premier album, Mörderwerk (1999), ainsi que les albums Fortschritt (2000) et Weltfrieden (2002), sont enregistrés avec le producteur indé et techno Olaf Wollschläger dans les studios Weltherren de Neuss, puis plus tard dans les studios Railroadtracks de Buir (Kerpen). Entretemps, ils sortent l'EP E.P. Sode 3. En 2006, le groupe décide d'explorer de nouvelles voies dans ce domaine également et travaille, en plus de Wollschläger, avec le producteur alternatif Dirk Riegner. Le 9 février 2007, Melotron se présente avec la chanson Das Herz au Bundesvision Song Contest pour son Land, le Mecklembourg-Poméranie occidentale.
En 2010, Melotron fait la première partie du chanteur allemand de synthpop Peter Heppner et de sa tournée des clubs. Melotron publie ses albums et singles chez Bloodline, Zoth Ommog et Synthetic Symphony (SPV). Depuis 2013, les musiciens passent sous le label Out of Line Music, et publient l'EP Stuck in the Mirror. En 2014, Melotron est soutenu dans sa tournée des clubs par le groupe Minerve, également originaire de Neubrandenbourg. En 2016, ils entament leur tournée internationale Für Alle Tour, qui précède la sortie de leur album Für Alle en 2018,.
En 2023, le groupe revient avec un nouveau single Null, issu de leur nouvel album Dynamika.
Melotron a participé à de nombreux festivals électroniques et industriels, dont le Wave-Gotik-Treffen en 1999, 2003, 2004, 2005, et 2012, et le M'era Luna Festival en 2001, 2003 et 2005.

## Discographie

### Albums studio
- 1999 : Mörderwerk
- 2000 : Fortschritt
- 2002 : Weltfrieden
- 2003 : Sternenstaub
- 2005 : Cliché
- 2007 : Propaganda
- 2014 : Werkschau
- 2018 : Für Alle

### EP
- 2000 : E.P. Sode 3
- 2003 : Brüder
- 2003 : Folge Mir Ins Licht
- 2013 : Stuck in the Mirror

### Singles
- 1998 : Dein Meister
- 1999 : Der Blaue Planet
- 1999 : Kindertraum V1
- 1999 : Kindertraum V2
- 1999 : DJ-Traum (Promo)
- 2000 : Tanz mit dem Teufel
- 2002 : Gib Mir Allen
- 2003 : Kein Problem
- 2003 : Folge mir ins Licht
- 2005 : Wenn wir wollten
- 2007 : Das Herz (81e place des charts allemands[14])
- 2007 : Liebe ist Notwehr
- 2018 : Menschen